# Composición étnica y tribal de Libia

¿Qué es Libia? Para muchos en la prensa occidental es una fuente de terrorismo internacional dominada por la patología de un solo hombre, Muamar al Gadafi. Otros con mentes más sutiles y una mejor memoria ven un complejo universo social.
 John Davis. Libyan Politics: Tribe and Revolution

Mapa étnico de Libia

La composición étnica y tribal de Libia es fruto de un complejo proceso histórico de migraciones humanas que comienza tan pronto como en el año 8000 a. C. y que a día de hoy aún explica la realidad política y social de la nación africana.
Aunque las fronteras libias fueron formalmente definidas en el siglo XX, éstas responden a la voluntad de los poderes coloniales europeos y fallan en representar la complejidad étnica del país, compuesto principalmente por pueblos de origen árabe y bereber —incluyendo a los tuareg— y de la llamada África negra.
Se cree que el país se compone de cerca de 140 tribus y clanes diferentes, muchos de las cuales se extienden hasta Túnez, Egipto o el Chad. Solo el 15 % de la población no tiene ninguna afiliación tribal.

## Breve introducción histórica

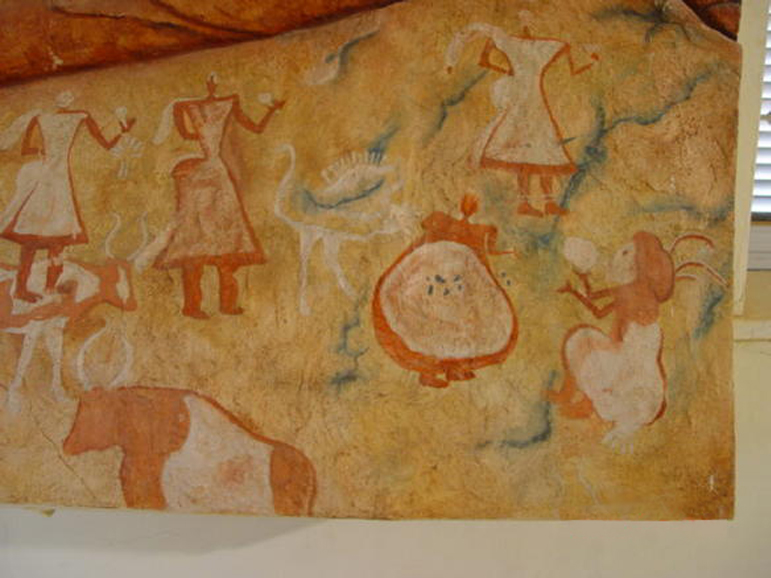
Yacimiento arqueológico de Germa, hogar ancestral bereber

Los primeros habitantes de la actual Libia de los que se tiene constancia son pueblos de origen bereber (afrosiático) en la Edad de Bronce Tardía. No obstante, por su posición en el Mediterráneo, Libia fue expuesta a procesos de colonización por los principales imperios de la región: el Imperio Nuevo de Egipto, Fenicia, Cartago, el Imperio persa, Grecia, Numidia y el Imperio romano.
En el año 643 d. C, el general musulmán Amr ibn al-As entra en el territorio de la actual Libia al invadir la región de Cirenaica (antigua capital de la Pentápolis griega en el levante del país), finalmente llegando hasta Tripolitania (en el poniente del país). En el año 663 d. C. este conquista Germa, en la actual región sureña del Fezán. La totalidad del territorio se integra así en la llamada Dar al-Islam (Casa del Islam) y abandona la Dar al-Harb (Casa de la Guerra; aquel lugar donde no se profesa el islam).
En el año 1050 d. C., dos tribus árabes beduinas de Nechd —Beni Sulaim y Beni Hilal— se asientan, manu militari, en el territorio y desplazan a la población bereber, cuya presencia queda mayormente reducida al macizo de Yebel Nefusa.
En 1551 Trípoli cae a manos del corsario Dragut y permanece bajo el poder del Imperio otomano hasta su colonización italiana en 1911. Con la derrota del fascismo en la Segunda Guerra Mundial, se decide en la conferencia de Potsdam de 1945  dar la independencia a Libia, que pasa a ser una monarquía gobernada por Idris I de Libia. Este pertenece a la cofradía sanusí, una tariqa sufí asentada especialmente en Cirenaica.
Idris de Libia es depuesto por el coronel Muamar el Gadafi en 1969. Comienzan así cuarenta años de dictadura en los que se trata de armonizar a todas las identidades libias en una única "República del Pueblo" socialista y árabe-nacionalista, en la práctica sometida al presidente libio y copada por miembros de su tribu, los gadafa. En 2011 el dictador es depuesto y el Estado libio, tal y como fue concebido en 1945, comienza a resquebrajarse.

## Principales tribus de Libia

### Región de Cirenaica
Las  nueve tribus de Sa'adi son los descendientes históricos de la tribu beduina árabe de Beni Sulaim, que se asentó en el año 1050 en el este del país. Se dividen a su vez en dos ramas: Jibarna —Awaquir, Magharba, Abid y Arafa— y Harabi —Abaidat, Hasa, Fayid, Bara'asa y Darsa—. Son tribus de un marcado carácter aristócrata. En la época de colonización otomana, eran descritas como las tribus libres (al-Hurra), pues se dedicaban al pastoreo y al cultivo ocasional cuando las lluvias lo permitían, no atrayendo así la atención de la Administración en materia fiscal. Durante la monarquía, fueron siempre favorecidas por el rey Idris I, pero con la creación de un Gobierno central y el comienzo de la explotación del petróleo la economía tradicional sufrió un paulatino declive, si bien aún mantienen su influencia social. Este proceso de decadencia explica en buena parte la revolución que en 2011 derrocó a Gadafi. Algunos de sus integrantes han apoyado el federalismo cirenaico.
Respecto a la tribu Abaidat arriba mencionada, esta se ha considerado históricamente superior respecto a las otras tribus, y tiene un carácter mucho más centralizado en comparación con otras tribus de Sa'adi como los Awaquir.  Dentro de su territorio habitan otras tribus vasayas, como Qat’an, Taraki, Huta y Minifa.
La tribu Masamir es una tribu árabe vasalla (Marabtin al-Sadqan), que ocupa las tierras a cambio del pago de una cuota (sadaqa). Aunque la sadaqa fue abolida, se sigue apreciando una relación de clientelismo. Está asentada en Al Baida, Marj, Bengasi y Tobruk. A pesar de que es conocida por su piedad religiosa, los miembros de ésta tuvieron un papel prominente en la lucha contra el colonialismo italiano. Durante la época de mandato otomano, la tribu Masamir fue la única en Cirenaica a la que se la permitió oficialmente no pagar cuotas.
La tribu gadafa es una tribu bereber arabizada, razón por la cual ha sido siempre vista con desprecio por las tribus de Sa'adi. Está principalmente asentada en el golfo de Sidra y en los alrededores de la ciudad de Sebha (región del Fezán). Históricamente secundaria, obtuvo relevancia al ser el principal respaldo del golpe de Estado de 1969 en el que Gadafi, miembro de ésta, ascendió al poder. Por ello, un gran número de sus miembros fueron premiados con cargos directivos dentro del Gobierno y la mayoría de las instituciones del Estado fueron trasladadas a Sirte, su ciudad natal.
La tribu Zuwaya es una tribu asentada principalmente en la ciudad de Kufra, si bien también está presente en Ajdabiya (Cirenaica). Estuvo enfrentada con la tribu Magharba por el control del noreste de Libia, y a razón de su posterior derrota también son una tribu vasalla. La tribu invitó al Gran Sanusí —el fundador de la orden; Mohammed Ben Ali al-Senusi— a asentar su fortaleza en Kufra a cambio de una donación del suministro de dátiles y agua, convirtiendo la localidad en una importante ruta de esclavos y armas hasta la llegada del colonialismo italiano. A los descendientes de los sirvientes de la ciudadela se les denomina Ikwhan (Hermanos).
Junto con la población de la tribu Zuwaya, viven en Kufra los miembros de la etnia Tebu, que además se encuentra dispersa en todo el sur del país. Es un pueblo melanoafricano que se extiende hasta el Chad y Níger. Constantemente marginados y maltratados, en 2014 tomaron las armas para tratar de conseguir una mayor autonomía.

### Región del Fezán
La tribu Magharha es una de las mayores tribus árabes del país, de la cual se estima que tiene un millón de miembros. Originalmente seminómada, se asentó en Birak al-Shati, en el Fezán, y se enriqueció aliándose con el Imperio otomano contra las demás tribus libias. Durante la dictadura de Gadafi, pactó un acuerdo con la tribu gadafa, ocupando numerosos cargos dentro del Ejército y del Gobierno.
Con el apoyo del régimen, los Magarha lograron hacerse con el control de la ciudad de Sebha y marginar a la tribu local, Awlad Sulaiman, que se declaró vasalla de los gadafa. Sin embargo, tras la revolución de 2011, Awlad Sulaiman solicitó la ayuda militar de las brigadas de Misurata, logrando revertir la situación y volver al statu quo anterior. En el pasado, la tribu se opuso al Imperio otomano, y declaró brevemente un sultanato independiente. El territorio poblado por los Awlad Suleiman se extiende hasta el país vecino Níger.
Por otro lado, en la franja suroccidental de Libia —en la frontera con Níger y Argelia—, residen gentes del pueblo Tuareg, una etnia seminómada procedente del Sáhara. Al igual que los tebu, siempre fueron apartados de la vida política libia. Muchos de ellos son formalmente apátridas; Gadafi prometió concederles la nacionalidad a cambio de que se integraran en su Ejército, pero nunca cumplió su palabra. Residen principalmente en la ciudad fronteriza de Ghat y en Ubari, donde desde 2014 se enfrentan con los Tebu por el control de la instalación petrolífera de El Sharara.
Una última tribu a mencionar en la región es la Fezzana, sin orígenes árabes aunque fuertemente arabizada. Los fezzana están presentes en Ubari, Murzuq, y Sebha. A diferencia de los tebu y los tuaregs, no se involucraron en ninguna actividad de tráfico ilegal en el Fezán tras la revolución (personas, drogas, oro, etc.) y por ello lograron permanecer neutrales en la guerra de 2014.

### Región de Tripolitania
La tribu uarfala se ubica en la ciudad de Bani Walid, así como en Sebha (región del Fezán). Desciende de un mestizaje de árabes beduinos y otras familias migrantes y clanes que se unieron y hermanaron a lo largo de los siglos. A nivel social, no obstante, se distinguen dos estratos: aquellos de origen puramente árabe, y aquellos de origen mestizo (Mtarfa). Mientras que los árabes tienen reservadas las tierras más fértiles, los Mtarfa solo poseen las planicies poco productivas. Durante la revolución contra Gadafi, los Mtarfa apoyaron la insurrección, mientras que las clases altas se posicionaron con el régimen.
La tribu Warshefana reside en el distrito homónimo de la capital, Trípoli. Al igual que los uarfala, han sido siempre acusados de ser favorecidos por Gadafi y son llamados despectivamente talaheb (algas, en referencia al color verde de la bandera del depuesto régimen). Precisamente por ello, en 2014, los Warhsefana fueron expulsados de la ciudad  tras duros combates por milicianos de la localidad de Zawiya.
Las tribus de Zintan representan un conjunto de clanes árabes asentados en torno a las montañas de Yebel Nefusa.   Zintan ha sido también tradicionalmente considerada como otro aliada de los gadafa y de los uarfala. Esta generalización no es totalmente acertada; a pesar de los beneficios que obtuvieron, muchos zintaníes eran críticos con el sistema de la Jamahiriya y participaron en el intento de golpe de Estado de 1993 y en la revolución de 2011.
En cualquier caso, esta realidad ha generado a Zintan la abierta enemistad de las tribus bereberes de Misurata, tradicionalmente islamistas y siempre opuestas a Gadafi. Así pues, en 2014, estalló una guerra entre ambas. En los últimos 50 años, las tribus de Misurata han quedado divididas entre aquellas que aún mantienen un estilo de vida tradicional, y aquellas que han abandonado sus raíces y se han asentado en centros urbanos.  De entre estas últimas destacan el clan-Mahjoub, la familia Zamoura y las tribus  Kawafi, Dababisa, Zawaiya, al-Salawih y al-Jarsha.

### Otras
- Karaghala designa al grupo de clanes túrquicos y caucásicos descendientes de los jenízaros otomanos radicados en Libia durante la época de dominio imperial, los cuales se entrelazaron nupcialmente con otras tribus árabes y nativas. Están presentes en Trípoli, Khoms, Misrata, Sirte y Bengasi e incluso en la actualidad mantienen sus raíces culturales y estrechos vínculos de parentesco.[9]
- La tribu Farjan  puede encontrarse dispersa por la mayoría de las ciudades costeras de Libia, incluyendo Zilten, Sirte y Trípoli. Su principal enclave está en la ciudad de Ajdabiya.[1] El general Jalifa Hafter que intentó en 2014 dar un golpe de Estado era uno de los farjani, así como también lo eran los militares de su círculo de confianza, lo que causó algunas tensiones con los clanes de Cirenaica.[4]